# Damien Guillaume (ingénieur du son)
Pour les articles homonymes, voir Damien Guillaume (homonymie).
Damien Guillaume est un ingénieur du son et un monteur son français.

## Biographie
Entre 2002 et 2005, il suit des études d'ingénieur du son au département SATIS (sciences, arts et techniques de l'image et du son) de l'Université d'Aix-Marseille.

## Filmographie (sélection)
- 2009 : La Famille Wolberg d'Axelle Ropert
- 2009 : La Femme invisible d'Agathe Teyssier
- 2012 : Walk away Renée! de Jonathan Caouette
- 2013 : Tirez la langue, mademoiselle d'Axelle Ropert
- 2013 : Turf de Fabien Onteniente
- 2015 : Mustang de Deniz Gamze Ergüven
- 2017 : Vive la crise ! de Jean-François Davy
- 2017 : La Deuxième Étoile de Lucien Jean-Baptiste
- 2018 : La Prière de Cédric Kahn

## Distinctions

### Nominations
- César 2016 : César du meilleur son pour Mustang